# Regola della durata più breve
La regola della durata più breve (in inglese, rule of the shorter term) è una clausola dei trattati internazionali sul copyright. La clausola stabilisce che gli stati firmatari possono limitare la durata del copyright che garantiscono per i lavori eseguiti da stranieri al massimo fino alla durata che garantiscono alle opere eseguite dai cittadini dello Stato.

## Fondamentali
I trattati internazionali sul copyright come la Convenzione di Berna (BC, Berne Convention) o la Convenzione universale sul diritto d'autore (UCC, Universal Copyright Convention) si basano sulle norme nazionali: gli stati firmatari acconsentono a garantire il copyright ai lavori eseguiti da stranieri sotto le leggi locali e tramite il medesimo ordinamento utilizzato per i cittadini residenti nello Stato. Se un'opera ha i requisiti per essere protetta tramite i diritti d'autore, e se questi sono applicati, essi sono amministrati per tutto il tempo in cui permangono dalle leggi dello Stato dove il copyright è richiesto. La Convenzione di Berna e la UCC definiscono il limite minimo alla durata del copyright che tutti gli stati firmatari devono rispettare in 50 anni dalla morte dell'autore, ma ogni stato è libero di ampliare questa durata nella propria legislazione.
Una stessa opera può quindi essere tutelata dai diritti d'autore per tempi diversi in stati diversi, e il copyright può essere scaduto in alcuni stati, con un limite temporale più basso, ed essere ancora presente in altri stati, portando ad uno squilibrio generale: opere di uno Stato con una data di scadenza più corta sono coperte dal copyright in uno Stato con copyright più lungo e viceversa.
In alcuni casi, poiché le opere di uno Stato con una durata del copyright più lunga cadrebbero nel pubblico dominio in uno Stato che stabilisce durate più brevi, si sono create eccezioni ai regolari trattamenti nazionali. Stati con una lunga durata dei diritti d'autore possono applicare tempi più brevi alle opere compiute da cittadini degli Stati dove la durata locale è più breve.

## Convenzione Universale sul Copyright
Nella UCC la comparazione della durata è sancita nell'articolo IV(4) (a) che recita:
(Articolo IV(4)(a) della UCC)

## Convenzione di Berna
Nella Convenzione di Berna è presente una regola simile ma non è rivolta ai "tipi di opere" bensì considera i lavori individuali. 
(art. 7(8) della Convenzione di Berna)
Anche in questo caso la regola non è obbligatoria. Ciascuno Stato può "disporre altrimenti" nella propria legislazione senza che sia necessario includere delle eccezioni esplicite alle leggi nazionali del copyright.
La Convenzione di Berna inoltre stabilisce nell'articolo 5 comma 2 che la fruizione e l'esercizio dei diritti
(art. 5(2) della Convenzione di Berna)
Questo stabilisce il trattamento nazionale dei diritti d'autore e li rende indipendenti da un Paese all'altro.

## Situazione nel mondo
| Stati ed aree del mondo                               | Applicazione della durata più breve                                                          | Riferimenti normativi |
| ----------------------------------------------------- | -------------------------------------------------------------------------------------------- | --- |
| Albania                                               | Sì                                                                                           | Art. 24, (EN) THE LAW Nr.9380, Date 28.4.2005 (PDF), su portal.unesco.org. URL consultato il 17 giugno 2010 (archiviato dall'url originale il 21 maggio 2011). |
| Andorra                                               | Sì                                                                                           | Transitional Provision, Law on Copyright and Related Rights of 1999, su portal.unesco.org (archiviato dall'url originale l'8 gennaio 2016). |
| Antigua e Barbuda                                     | Sì                                                                                           | s. 153(3), Copyright Act, 2002, su portal.unesco.org (archiviato dall'url originale il 17 febbraio 2016). |
| Argentina                                             | Sì                                                                                           | Art. 15, Ley 11.723 del 28 de septiembre de 1933, as modified by Ley 24.870 del 11 de septiembre de 1997, su wipo.int. URL consultato il 23 ottobre 2017 (archiviato dall'url originale il 21 febbraio 2005). |
| Armenia                                               | No                                                                                           | Art. 45, Law on Copyright and Neighbouring Rights of 12 January 2000, su wipo.int (archiviato dall'url originale il 18 marzo 2005). |
| Australia                                             | Sì                                                                                           | Item 5, |
| Bielorussia                                           | Sì, firmatario della Convenzione di Berna                                                    | Art. 3, Law 194-3 of 11 August 1998, su wipo.int. URL consultato il 23 ottobre 2017 (archiviato dall'url originale il 21 ottobre 2007). |
| Firmatari della Convenzione di Berna                  | Sì, a meno che il firmatario affermi altrimenti.                                             | Art. 7(8) |
| Brasile                                               | No                                                                                           | Titolo 1 Art. 2 Copyright, Law, 19/02/1998, No. 9.610, su wipo.int. URL consultato il 22 gennaio 2018 (archiviato dall'url originale il 5 luglio 2008). |
| Canada                                                | Sì, ad eccezione per gli Stati del North American Free Trade Agreement, cioè U.S.A. e Mexico | s. 9(2), Copyright Act, R.S., c. C-30, su wipo.int. URL consultato il 22 gennaio 2018 (archiviato dall'url originale il 25 febbraio 2008). |
| Cina (Repubblica popolare cinese, solo il continente) | No                                                                                           | Art. 2, secondo e quarto paragrafo, Copyright Law of the People's Republic of China, su wipo.int. URL consultato il 23 ottobre 2017 (archiviato dall'url originale il 21 ottobre 2007). |
| Colombia                                              | No                                                                                           | Art. 11, Ley 23 de 1982, su wipo.int. URL consultato il 23 ottobre 2017 (archiviato dall'url originale il 26 maggio 2008). |
| Corea del Sud                                         | No                                                                                           | Art. 3, |
| Costa d'Avorio                                        | Sì                                                                                           | Art. 4, Loi no. 96-564 du 25 juillet 1996, su wipo.int. URL consultato il 23 ottobre 2017 (archiviato dall'url originale il 30 novembre 2004). |
| Filippine                                             | No, sebbene possa essere applicata la "Reciprocità" stabilita dalla sezione n° 231           | Sez. 221.2 e 224.2, Republic Act No. 8293 (PDF), su congress.gov.ph. URL consultato il 23 ottobre 2017 (archiviato dall'url originale il 30 ottobre 2008). |
| Guatemala                                             | Sì                                                                                           | Art. 43, Law on Copyright and Related Rights (PDF), su portal.unesco.org. URL consultato l'11 dicembre 2019 (archiviato dall'url originale il 16 agosto 2008)., promulgato il 1º novembre 2000 |
| Giappone                                              | Sì                                                                                           | Art. 58, Law No. 48 of 6 May 1970, su wipo.int (archiviato dall'url originale il 10 novembre 2004)., adattato nel 2006 |
| Honduras                                              | Sì                                                                                           | Article 44 of Decreto 4 99 E: Ley del derecho de autor y de los derechos conexos, su cerlalc.org. URL consultato il 7 novembre 2018 (archiviato dall'url originale il 24 maggio 2011). |
| Hong Kong                                             | Sì                                                                                           | s. 198(3) (b), 229(8) (b), 229A(6) (b), Copyright Ordinance (Cap. 528), su legislation.gov.hk. |
| India                                                 | Sì, per i paesi riconosciuti                                                                 | s. 40(iii), Copyright, Order, 1991, su wipo.int. URL consultato il 18 giugno 2019 (archiviato dall'url originale il 18 novembre 2009)., e, adattati nel 1999 e 2000 |
| Indonesia                                             | No                                                                                           | Art. 76c, Law of the Republic of Indonesia Number 19 Year 2002 Regarding Copyright (PDF), su portal.unesco.org., entrato in vigore nel luglio 2003. |
| Israele                                               | Sì                                                                                           | Art. 44, |
| Libano                                                | No                                                                                           | Capitolo 4, Copyright, Law, 03/04/1999, n° 75, su wipo.int (archiviato dall'url originale il 12 dicembre 2008). |
| Macau                                                 | Sì                                                                                           | Art. 51, Decree-Law 43/99/M of August 16, 1999, su wipo.int. URL consultato il ottobre 23, 2017 (archiviato dall'url originale il 24 febbraio 2008). |
| Messico                                               | No                                                                                           | Art. 29, Ley Federal del Derecho de Autor (1996), su wipo.int (archiviato dall'url originale il 27 gennaio 2005)., rimasto invariato con la Ley Federal del Derecho de Autor (2003) (PDF), su cddhcu.gob.mx. URL consultato il 22 gennaio 2018 (archiviato dall'url originale l'11 settembre 2008).                                            |
| Nigeria                                               | No                                                                                           | Art. 4A e 33, Copyright, Act (Consolidation Ch. 68), 1988 (1999), No. 47 (No. 42), su wipo.int (archiviato dall'url originale il 20 aprile 2010). |
| Norvegia                                              | Sì                                                                                           | Art. 6, |
| Oman                                                  | No                                                                                           | Art. 24, |
| Pakistan                                              | Sì, per le regioni riconosciute.                                                             | Capitolo XI capo 54(iii), Copyright, Ordinance (Consolidation), 02/06/1962 (29/09/2000), su wipo.int (archiviato dall'url originale il 6 marzo 2009). e la sezione (pg 43), International Copyright Order, 1968 (18th June, 2000) (PDF), su ipo.gov.pk. URL consultato il 22 gennaio 2018 (archiviato dall'url originale il 17 dicembre 2008). |
| Paraguay                                              | No                                                                                           | Art. 180, Copyright, Law, 27/08/1998, No. 1328, su wipo.int (archiviato dall'url originale il 13 maggio 2009). |
| Repubblica Dominicana                                 | Sì                                                                                           | Art. 21, Law No. 65-00 on Copyright of August 21, 2000 (PDF), su portal.unesco.org (archiviato dall'url originale il 16 agosto 2008). |
| Russia                                                | Sì                                                                                           | Sezione III Art 35.4, Law of the Russian Federation No. 5351-1 of July 9, 1993 on Copyright and Neighbouring Rights (PDF), su portal.unesco.org (archiviato dall'url originale il 4 giugno 2011)., adattata il 20 July 2004Article 1256.4 of the Civil Code of the Russian Federation                                                          |
| Saint Vincent e Grenadine                             | No                                                                                           | Art. 6(b), Copyright Act, 2003 (PDF), su portal.unesco.org (archiviato dall'url originale il 2 ottobre 2008). |
| Singapore                                             | Sì                                                                                           | s. 4, Copyright (International Protection) Regulations, su ipos.gov.sg. URL consultato il 22 gennaio 2018 (archiviato dall'url originale il 28 gennaio 2008). |
| Taiwan                                                | Sì                                                                                           | Art. 106bis, Copyright Act, su tipo.gov.tw. |
| Thailandia                                            | No                                                                                           | Art. 61, Copyright Act, su wipo.int (archiviato dall'url originale il 6 marzo 2009). |
| Turchia                                               | No                                                                                           | Art. 88, Copyright Act (PDF), su euromedaudiovisuel.net. URL consultato il 22 gennaio 2018 (archiviato dall'url originale il 2 ottobre 2008). |
| Stati dell'Unione Europea                             | Sì (con eccezioni)                                                                           | Art. 7(1), Directive 2006/116/EC, su eur-lex.europa.eu. |
| Stati Uniti d'America                                 | No, con eccezioni                                                                            | 17 USC 104(c) and 17 USC 104A |
| Venezuela                                             | No                                                                                           | Art. 126, Ley sobre el Dercho de Autor as modified by the Decreto del 14 de agosto de 1993, su wipo.int. URL consultato il 23 ottobre 2017 (archiviato dall'url originale il 28 novembre 2004). |

## Situazione negli Stati Uniti
Quando gli Stati uniti aderirono alla Convenzione di Berna, il Congresso dichiarò esplicitamente, nella Berne Convention Implementation Act del 1988, che il trattato non sarebbe stato auto-eseguibile sotto la legislazione USA. La BCIA ha chiarito che, sul territorio USA, solo la legge sul copyright USA è applicata e che questa legge implementa le disposizioni stabilite dalla Convenzione di Berna. Tuttavia questa legge non implementa il §18(1) della convenzione, e questo è un particolare che fu corretto con l'Uruguay Round Agreements Act (URAA) nel 1994.
La legislazione USA assimila, di fatto, le opere straniere a quelle create nella patria e, al titolo 17 dello USC, sezione 104(c) si afferma che
( 17 USC 104(c), su en.wikisource.org.)
Qualsiasi condizione della Convenzione di Berna richiede di essere precisata esplicitamente nella legislazione USA per essere effettiva negli Stati uniti,, ma il Titolo 17 dello USC non contiene nessun accenno alla regola della prima scadenza; l'unica menzione di questa disposizione fu aggiunta nel 1994 con l'URAA nel 17 USC 104A, il quale ristabilisce i diritti d'autore per quelle opere straniere che non erano già cadute in pubblico dominio nello Stato di appartenenza nella data contenuta nel documento URAA che, per la maggior parte degli stati esteri, è stabilita nel 1º gennaio 1996. Di fatto, a tutte le opere che per quella data godevano dei diritti d'autore nei rispettivi stati d'origine, è stato ristabilito il copyright negli Stati Uniti.

### Cause legali

#### Il caso Hasbro
Un caso dove la corte statunitense si trovò a trattare con questa norma fu il caso che vide contrapposte le società "Hasbro Bradley, Inc." e "Sparkle Toys, Inc." (780 F.2d 189 (2d Cir 1985))
Hasbro distribuiva giocattoli giapponesi (figurine) nel territorio USA sotto una licenza esclusiva e rivendicava i diritti d'autore per questi giocattoli. Sparkle Toys distribuiva copie esatte di queste figurine e, nel processo, la società contestava ad Hasbro il copyright.
In questo caso precedente alla Convenzione di Berna, la corte decise che Hasbro aveva diritto al possesso del copyright per quel prodotto anche se le figurine non godevano completamente dei diritti d'autore in Giappone, dove erano state create, e anche se esse non riportavano nessun avviso di copyright su di esse (non recavano il simbolo di copyright né il nome del detentore dei diritti d'autore.
Il caso fu criticato nel 2000 dall'avvocato William F. Patry, il quale sostenne che il giudice arrivò erroneamente alla conclusione che gli Stati Uniti dovessero concedere i diritti d'autore a quei giocattoli. Patry inoltre ammise che, per l'articolo 5(2) della Convenzione di Berna, gli Stati Uniti avrebbero dovuto garantire il copyright alle opere straniere anche se queste opere non erano sotto copyright nei loro stati di origine.

#### Il caso Capitol Records
Mentre il caso Hasbro è considerato un caso speciale di applicabilità della regola della prima scadenza nel contesto della UCC, i giudici che si occuparono del caso che vide contrapposti da un lato la Capitol Records, Inc. e dall'altro la Naxos of America, Inc. (4 N. Y.3d 540, 2nd Cir. 2005) ebbero l'occasione di dover deliberare sotto la normativa della Convenzione di Berna. In questo processo, la Capitols Records rivendicò a sé i diritti su una vecchia canzone inglese incisa negli anni trenta la quale era caduta in pubblico dominio, nel Regno Unito, dagli anni ottanta. La Naxos Records, che era in concorrenza con la Capitol nella distribuzione di queste canzoni, criticò queste pretese e citò in giudizio l'altra società. I diritti sulle canzoni rientrano in un caso speciale, poiché le registrazioni effettuate prima del 1972 negli Stati Uniti non sono tutelate da leggi federali, bensì da disposizioni statali. La corte concluse che, poiché la legge federale non poteva essere applicata, e poiché nessun articolo della Convenzione di Berna (che comunque non è applicabile alle registrazioni), né della Convenzione di Roma può sovrastare alle leggi dello Stato di New York, la registrazione era sotto copyright a norma della common law di New York, anche se l'URAA e la legge USA non prescrivevano, né avevano mai prescritto, i diritti d'autore per questo genere di opere; il fatto che la canzone non era sotto i diritti d'autore nel proprio Stato d'origine era completamente irrilevante.

### Trattati bilaterali
Seguendo la Chace International Copyright Act, che fu approvata come legge il 3 marzo 1891 e che diventò effettiva il 1º luglio dello stesso anno, gli Stati Uniti hanno concluso diversi trattati bilaterali con stati esteri riguardo ai diritti d'autore. Nel 1891 diventarono effettivi i trattati con il Belgio, la Francia, la Spagna e il Regno Unito; nel 1892 seguirono i trattati con la Germania e l'Italia; nel 1893 quelli con la Danimarca e il Portogallo; nel 1896 con il Cile e il Messico e, nel 1899 con la Costa Rica e i Paesi Bassi. 
 Questi trattati sono rimasti in essere anche dopo la legge sul copyright del 1976 a meno che essi non siano "terminati, sospesi o revisionati dal Presidente". Il trattato del 1892 con la Germania fu applicato dalla corte in un caso del 2003

## Situazione nell'Unione Europea
Nell'Unione europea il copyright è stato implementato, per la maggior parte degli stati, con la Direttiva Europea 93/98/EEC. Questa direttiva, che diventò effettiva il 1º luglio 1995, ha uniformato la durata del copyright per tutti gli Stati dell'unione stabilendo che, sulle opere, si applica per la durata di 70 anni dalla morte dell'autore. 
| Stati           | Implementazione della norma |
| --------------- | --- |
| Austria         | § 96, Urheberrechtsgesetz, su wipo.int. URL consultato il 23 ottobre 2017 (archiviato dall'url originale il 30 novembre 2004).                                                                          |
| Repubblica Ceca | § 107 (4), Law No. 121/2000 Coll. Autorský zákon, su wipo.int (archiviato dall'url originale il 20 giugno 2010).                                                                                        |
| Danimarca       | Sezione 6, |
| Italia          | Art. 188, Legge n° 633 del 22 aprile 1941, su wipo.int. URL consultato il 23 ottobre 2017 (archiviato dall'url originale il 10 aprile 2008)., modificata dall'art. 17, legge n° 52 del 6 febbraio 1996. |
| Lussemburgo     | Art. 47, |
| Spagna          | Art. 7 (2), |
| Regno Unito     | Parte II sezione 5 articolo 12.6, Statutory Instrument N° 3297 del 1995, su opsi.gov.uk. |

### Casi legali
Anche prima dell'art.7 della direttiva 93/98/CE che proibisce esplicitamente la regola della prima scadenza tra gli Stati dell'Unione Europea, non era permesso confronto dei termini di scadenza tra gli stati europei. I Trattati di Roma, che divennero effettivi nel 1958, stabiliscono nell'art. 7, paragrafo 1, che non è permesso nessun tipo di discriminazione per motivi che riguardano la nazionalità. Dal 2002, anno nel quale i trattati di Roma sono stati rivisti e riformati nel Trattato di Maastricht, questo precetto è contenuto nell'articolo 12, paragrafo 1. L'applicazione della regola della prima scadenza è considerata come una discriminazione, poiché garantisce per le opere di autori nazionali, una durata dei diritti d'autore più lunga rispetto agli autori provenienti da altri paesi dell'UE.
La questione fu fissata definitivamente nel 1993, due anni prima che la direttiva 93/98/CE diventasse effettiva) dalla Corte di giustizia dell'Unione europea (CGUE), nella quale divenne conosciuta per la decisione Phil Collins. In quel caso Phil Collins citò in giudizio un distributore di fonogrammi tedesco che stava vendendo tracce di un concerto che Collins aveva tenuto negli Stati Uniti. La legge tedesca a quel tempo garantiva, agli autori tedeschi, completi diritti di vicinato, e in particolare il diritto di poter proibire la distribuzione di tracce registrate senza il loro consenso, senza riguardo al luogo o alla circostanza dove queste siano state riprodotte. Nello stesso tempo, la legge tedesca garantiva i medesimi diritti agli autori stranieri solo sulle performance eseguite in Germania. La CGUE stabilì, il 20 ottobre 1993 che questa era una violazione della "clausola di non discriminazione" contenuta nell'articolo 7 del trattato CE, e chiarì che questa clausola era applicabile anche al copyright. Nel caso Collin, la corte ha stabilito che:
- Il diritto d'autore e i diritti connessi, che rientrano nel campo di applicazione del trattato specialmente a motivo dei loro effetti sugli scambi intracomunitari di beni e di servizi, sono necessariamente sottoposti al principio generale di non discriminazione a norma dell'art. 7 del Trattato senza che a questo fine sia necessario ricollegarli agli artt. 30, 36, 59 e 66 del Trattato CE. 
- L'art. 7 del Trattato CE esige una perfetta uguaglianza di trattamento tra le persone che si trovano in una situazione regolata dal diritto comunitario ed i cittadini dello Stato membro, e si oppone dunque, nella misura in cui si applica, a che uno Stato membro conceda un diritto esclusivo ai soli cittadini nazionali. 
- Il principio di non discriminazione ex art. 7 trattato CE può essere direttamente invocato avanti al giudice nazionale da un autore o da un artista di altro Stato membro o dai loro aventi causa, per chiedere la protezione riservata agli autori ed agli artisti di questo Stato.